# Anna-Lena Sörenson
Anna-Lena Kerstin Sörenson, född 12 februari 1954 i Kila församling i Södermanlands län, är en svensk politiker (socialdemokrat), som var ordinarie riksdagsledamot 2010–2018, invald för Östergötlands läns valkrets.
Hon är utbildad till lärare i svenska och historia vid Linköpings universitet, har arbetat vid olika skolor i Linköping mellan 1982 och 2003 och var landstingsråd i Östergötlands läns landsting 2003–2010. Sedan 1984 är hon gift med Anders och har tre döttrar som är födda 1985, 1987 respektive 1989.
Sörenson var från valet 2014 till 2015 vice gruppledare för Socialdemokraterna i utrikesutskottet.
Under perioden 2010–2014 var Sörenson ledamot i försvarsutskottet, suppleant i arbetsmarknadsutskottet och suppleant i EU-nämnden. Senare samma år blev hon även suppleant i konstitutionsutskottet.